# Soca Dance
«Soca Dance» es el nombre de una canción de 1990 escrita y grabada por Charles D. Lewis.  Fue lanzado como un sencillo de su álbum Do You Feel It y se convirtió en un éxito del verano, encabezó las listas en Francia y Bélgica. La canción también dio su nombre al baile realizado en él.

## Historia y letra
En Francia, en 1989, TF1 patrocinó «Lambada», que tuvo un gran éxito y que fue presentado por los canales de televisión como el éxito del verano.  TF1 decidió repetir la experiencia con una nueva canción que combinara el exotismo y el baile sugerente. Finalmente, «Soca Dance» fue elegida.
La canción fue escrita por el cantante Charles D. Lewis (él también compuso la música) y Gary Gordon-Smith, quien también la produjo. Tiene de contenido sexual.

## Posicionamiento en listas
En Francia, el sencillo fue directo a la posición 12, el 14 de julio de 1990. Subió a la 7, luego estuvo en la posición 2 por dos semanas consecutivas. A continuación encabezó las listas durante seis semanas, pero fue relegada por Zouk Machine, que regresó de nuevo a la posición 1. Casi no paró de caer, primero lentamente y luego más rápidamente, permaneciendo por 14 semanas en la lista de las diez primeras y 20 semanas en la lista (top 50). Alcanzó el Disco de Oro y es hasta la fecha el sencillo N.º 495 más vendido de todos los tiempos en este país.
Charles D. Lewis fue el primer artista de  San Vicente en llegar a la lista de los diez primeros, seguido en 2004 por Kevin Lyttle con su éxito Turn Me On.
La canción también tuvo éxito en Bélgica, ( Valonia), encabezando la tabla. Tuvo un éxito moderado en Alemania, donde alcanzó la posición 10, en octubre de 1990, y en Austria, donde destacó solo una semana en la posición 30, el 11 de noviembre de 1990.

## Pistas
- Sencillo 7"

1. «Soca Dance» (bajan edit) — 3:39
2. «My Life, Your Life» (edit) — 4:23

- CD maxi sencillo

1. «Soca Dance» (bajan mix) — 6:36
2. «Soca Dance» (bajan edit) — 3:41
3. «My Life, Your Life» (edit) — 4:22

- 7" maxi sencillo

1. «Soca Dance» (bajan mix) — 6:36
2. «Soca Dance» (bajan edit) — 3:41
3. «My Life, Your» Life (edit) — 4:22

- Casete

1. «Soca Dance» (bajan edit) — 3:39
2. «My Life, Your Life» (edit) — 4:23

## Versión de Chayanne
Una versión traducida al español, titulada «Socca Dance» fue grabada por el cantante puertorriqueño Chayanne en su disco Provócame (1992), siendo el noveno sencillo de este disco.